# Rivière-du-Loup (regionalna gmina hrabstwa)
Rivière-du-Loup – regionalna gmina hrabstwa (MRC) w regionie administracyjnym Bas-Saint-Laurent prowincji Quebec, w Kanadzie. Stolicą jest miasto Rivière-du-Loup. Składa się z 13 gmin: 1 miasta, 7 gmin, 5 parafii.
Rivière-du-Loup ma 34 375 mieszkańców. Język francuski jest językiem ojczystym dla 99,0%, angielski dla 0,5% mieszkańców (2011).